# Mastochilus pectiniger
Mastochilus pectiniger là một loài bọ cánh cứng trong họ Passalidae. Loài này được Heller miêu tả khoa học năm 1910.